# 幽灵行动：断点
《火線獵殺：絕境》（全称“汤姆·克兰西之火線獵殺：絕境”）是一款由育碧巴黎开发，育碧发行的战术射击游戏。本作是幽灵行动系列的第8部作品。游戏于2019年10月4日在PlayStation 4、Xbox One和Windows平台发售；同年12月18日登陆Stadia云游戏平台。游戏在发售后获得了业界相当一般的评价，游戏综合评分网站Metacritic上PlayStation 4版本基于56篇评价仅有评价分56分；Windows版本基于30篇评价仅有评价分58分；而Xbox One版本基于30篇评价也仅有评价分62分。

## 遊戲介紹
本作時間線接續在《火線獵殺：野境》之後。
2025年，在科技公司「斯凱爾科技」（SKELL TECHNOLOGY）的主導下，無人機技術全面普及，但其在軍事武力上的應用也令人憂心。本作中，玩家將扮演來自前作的菁英魅影小隊成員、代號「牧羊人」（Nomad），並與其他小隊成員共三十二人潛入斯凱爾科技研發總部所在的島嶼「奧羅拉」（Aurora）執行任務，但在即將到達奧羅拉時，小隊搭乘的直升機遭無人機群攻擊而墜毀，小隊在墜機與之後遭人追擊的情況下多數身亡。發現似乎只剩自己一人倖存的牧羊人要在無後援、無作戰計畫及無任何情報的狀況下竭盡全力在島上求生，並面對同樣入侵奧羅拉並將斯凱爾科技無人機轉化為可怕殺人機器，由叛變的前魅影成員科爾·D·沃克（Cole.D.Walker，強·柏恩瑟飾演）所領導的前美國菁英軍事部隊「戰狼（Wolves）」，在他們無情的追擊中試圖反擊並阻止他們的陰謀。

## 外部連結
- 官方网站（英文）
- 官方网站（繁體中文）
- 官方网站（简体中文）